# Deq (刺青)
Deq或xal是库尔德人傳統而獨有的刺青。Deq在庫爾德婦女中較為常見，但在男性中也能找到這種刺青。然而，由於伊斯兰教的影響，deq的做法已變得不再普遍，並被指甲花（henna）所取代。與指甲花不同，deq並不是暫時的。人們一直努力復興使用deq，以作為重新確認自己為庫爾德人身份的一種方式。Deq亦為雅兹迪人所使用，並將之提升至一個更高的層次。

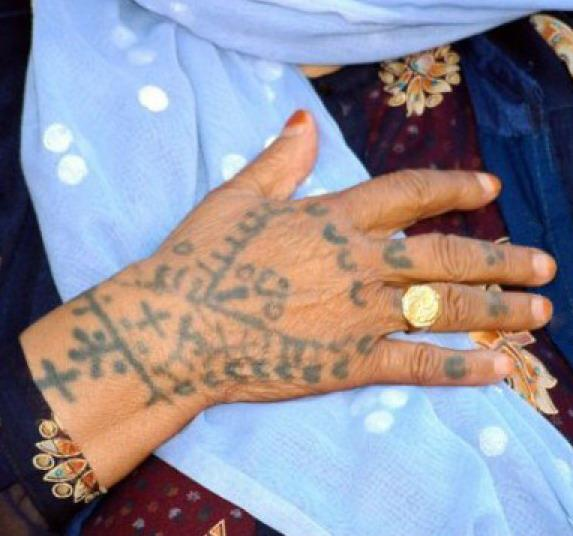
婦女手上的傳統庫爾德刺青（或稱deq）。

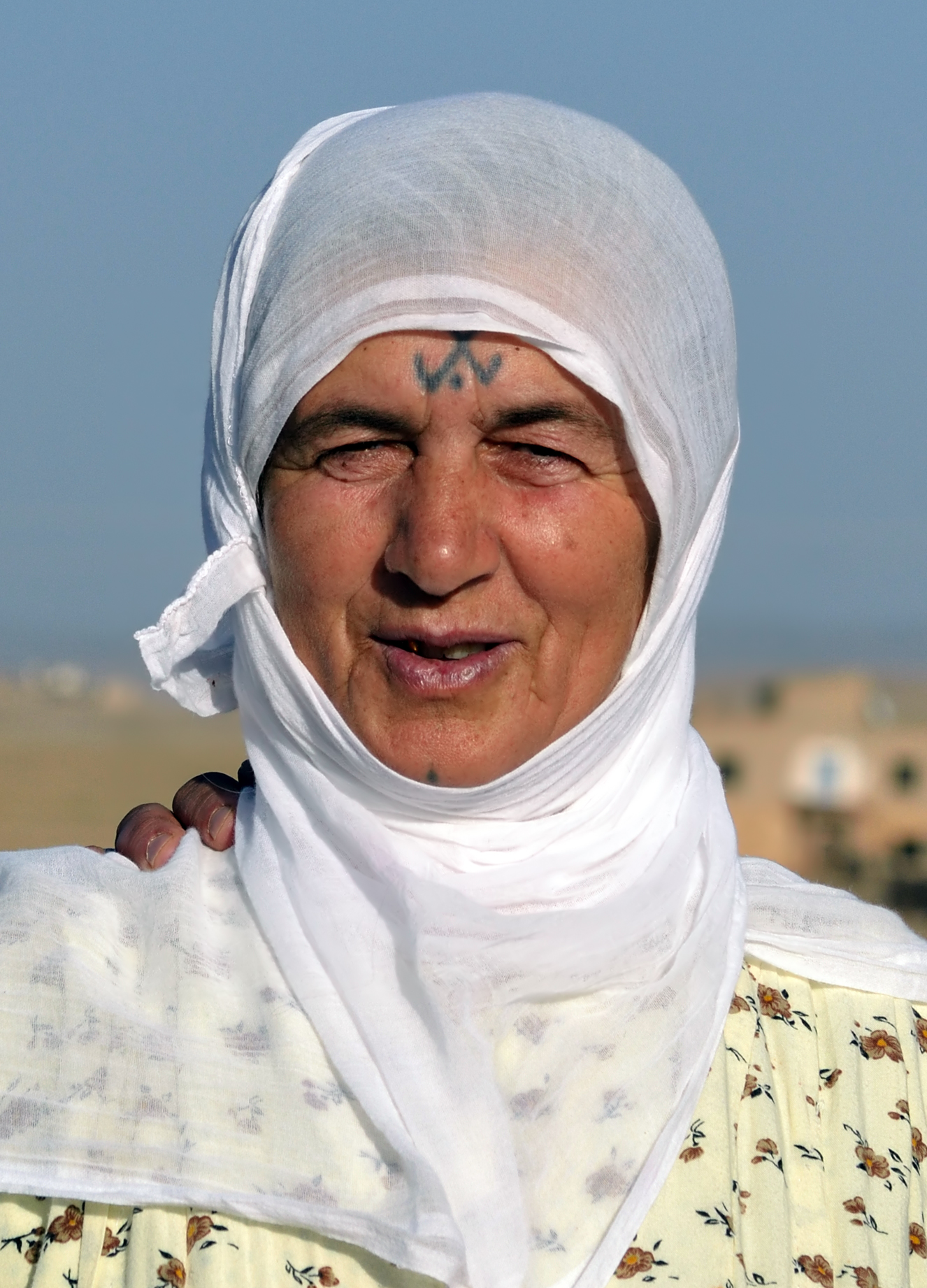
攝於薩武爾、一名臉上deq圖案的庫爾德婦女。

## 歷史
Deq的起源不詳。
6世紀初，阿米達的埃提烏斯寫下關於deq及其準備方法的文章，並收錄於其著作《醫學藝術王子》（Medicae Artis Principes）中。書中，他闡述deq的材料由松木（最好是它的树皮）、一些腐蚀的青铜、樹膠和來自樹木的油，經由壓碎、混合的準備功夫而成。除了這種混合物外，人們亦會將腐蝕的青銅與醋混合，形成第二種混合物。然後，人們會將韭菜汁和水混合在一起。隨後，以這種韭菜汁混合物清洗紋身之處，透過穿刺畫出圖案，然後將混和後的混合物（combined mixture）置於皮膚上。
雅克·德·摩根亦於1895年觀察到庫爾克婦女的的紋身，並指出老女婦女擁有最多紋身，有時全身全是紋身。當男人被刺青時，主要是在手上被刺，而臉上則較少。亨利·菲爾德於20世紀50年代訪問伊朗庫爾德斯坦及克爾曼沙汗二省時，亦有觀察到這一現象。

## 象徵與用途
Deq的做法早於伊斯蘭教，並與當地的傳統有所關聯。它們可以根據放置的位置有不同的意義，包括純潔的裝飾、精神保護及部落歸屬。在女性身上，deq通常可見於臉部、頸部、腳部和手部，其次是乳房及生殖器附近。人們認為臉部deq可避開惡靈，且可提供健康和生育能力。Deq的使用有一定的規則，而離婚的婦女或生過死胎的婦女並不能進行紋身。
在為婦女上墨時，紋身師首先會利用蘸上墨水的針，在皮膚上畫出案，然後刺入皮膚內。墨水由牛奶（通常為母乳）製成，而圖案通常是線條、星星、卍、太陽、半圓、長方形、菱形和交叉。圓圈與生育力尤其息息相關，而十字架被認為可以避開惡靈，菱形則可帶來力量。Deq可被視為特定女性的日記。
男性通常於手、腿、頸、胸部及臉部進行紋身（顳部紋身很常見）。Deq在男性的主要含意在於藥用和保護。
在過去，人們可以透過庫爾德人的deq來識別其所屬部落。

## 雅兹迪人的圖案
雅兹迪人的圖案計有梳子、十字架、瞪羚、一種稱作daqqayeh的動物、沙雞腳、月亮（包括滿月或新月）、娃娃、纺锤、倒「v」（稱作res daqq）及dimlich（看下來像一個帶有兩根繩子的袋子）。

## 延伸閱讀
- Dukehart, Coburn, , National Geographic, 2015-01-21  [2022-10-09], （原始内容存档于2022-09-22）
- Young, Emma, , Australian Geographic（英语：Australian Geographic）, 2010-03-02  [2022-10-09], （原始内容存档于2022-09-21）